# Shanxi Sports Centre Stadium
Shanxi Sports Centre Stadium – wielofunkcyjny stadion w mieście Taiyuan, w Chinach. Projekt obiektu powstał w 2007 roku, a oddanie stadionu do użytku nastąpiło w roku 2011. Architektura obiektu jest połączeniem tradycyjnych chińskich motywów z nowoczesnością. Trzypoziomowe, zadaszone trybuny okalające dookoła bieżnię i boisko mogą pomieścić 62 000 widzów. Obiekt jest częścią kompleksu sportowego, w skład którego wchodzą jeszcze m.in. hala sportowa, welodrom i basen. Pierwszą imprezą na stadionie (wówczas jeszcze nie w pełni ukończonym) był finisz drugiej edycji międzynarodowego maratonu w Taiyuanie 4 września 2011 roku.